# Trois Jours de Bruges-La Panne 2019
La 43e édition des Trois Jours de Bruges-La Panne a eu lieu le 27 mars 2019. Elle fait partie du calendrier UCI World Tour 2019 pour la première fois. Malgré son nom, l'épreuve se déroule depuis 2018 sur une seule journée, entre Bruges et La Panne.

## Présentation

### Équipes
Classés en catégorie UCI World Tour 2019, les Trois Jours de Bruges-La Panne sont par conséquent ouverts à toutes les équipes WorldTeams et à des équipes continentales professionnelles sur invitation.
| WorldTeams (15)- Deceuninck-Quick Step - Astana - Bora-hansgrohe - CCC Team - EF Education First - Lotto Soudal - Mitchelton-Scott - Movistar Team - Dimension Data - Team Jumbo-Visma - Katusha-Alpecin - Sky - Team Sunweb - Trek-Segafredo - UAE Team Emirates Équipes continentales professionnelles (9)- Cofidis, Solutions Crédits - Corendon-Circus - Direct Énergie - Israel Cycling Academy - Roompot-Charles - Sport Vlaanderen-Baloise - Vital Concept-B&B Hotels - Wallonie Bruxelles - Wanty-Groupe Gobert |
| |

## Favoris
La course se déroule majoritairement sur le plat. Les coureurs franchissent le Monteberg et le mont Kemmel à plus de 100 km de l'arrivée. Les favoris sont donc les sprinteurs, à savoir le tenant du titre Elia Viviani (Deceunink-Quick Step), Pascal Ackermann (BORA-Hansgrohe), Dylan Groenewegen (Jumbo-Visma), Marcel Kittel (Katusha-Alpecin), Fernando Gaviria (UAE Emirates), Giacomo Nizzolo (Dimension Data), Nacer Bouhanni (Cofidis Solutions Crédit), Jakub Mareczko (CCC Team) et Timothy Dupont (Wanty-Gobert),.

## Classements

### Classement final[3]
| \| Classement général \| Classement général \| Classement général \| Classement général \| Classement général \| \| Coureur \| Coureur \| Pays \| Équipe \| Temps \| \| ------------------ \| -------------------- \| ------------------ \| -------------------------- \| ------------------ \| \| 1er \| Dylan Groenewegen \| Pays-Bas \| Team Jumbo-Visma \| 4 h 36 min 32 s \| \| 2e \| Fernando Gaviria \| Colombie \| UAE Team Emirates \| + 0 s \| \| 3e \| Elia Viviani \| Italie \| Deceuninck-Quick Step \| + 0 s \| \| 4e \| Nacer Bouhanni \| France \| Cofidis, Solutions Crédits \| + 0 s \| \| 5e \| Justin Jules \| France \| Wallonie Bruxelles \| + 0 s \| \| 6e \| Kristoffer Halvorsen \| Norvège \| Team Sky \| + 0 s \| \| 7e \| Jonas Van Genechten \| Belgique \| Vital Concept-B&B Hotels \| + 0 s \| \| 8e \| Luka Mezgec \| Slovénie \| Mitchelton-Scott \| + 0 s \| \| 9e \| Giacomo Nizzolo \| Italie \| Dimension Data \| + 0 s \| \| 10e \| Mike Teunissen \| Pays-Bas \| Team Jumbo-Visma \| + 0 s \| |                      |          |                            |                 |
| |                      |          |                            |                 |
| Source : ProCyclingStats |                      |          |                            |                 |
| Classement général |                      |          |                            |                 |
| Coureur | Coureur              | Pays     | Équipe                     | Temps           |
| 1er | Dylan Groenewegen    | Pays-Bas | Team Jumbo-Visma           | 4 h 36 min 32 s |
| 2e | Fernando Gaviria     | Colombie | UAE Team Emirates          | + 0 s           |
| 3e | Elia Viviani         | Italie   | Deceuninck-Quick Step      | + 0 s           |
| 4e | Nacer Bouhanni       | France   | Cofidis, Solutions Crédits | + 0 s           |
| 5e | Justin Jules         | France   | Wallonie Bruxelles         | + 0 s           |
| 6e | Kristoffer Halvorsen | Norvège  | Team Sky                   | + 0 s           |
| 7e | Jonas Van Genechten  | Belgique | Vital Concept-B&B Hotels   | + 0 s           |
| 8e | Luka Mezgec          | Slovénie | Mitchelton-Scott           | + 0 s           |
| 9e | Giacomo Nizzolo      | Italie   | Dimension Data             | + 0 s           |
| 10e | Mike Teunissen       | Pays-Bas | Team Jumbo-Visma           | + 0 s           |

## Liste des participants
| Deceuninck-Quick Step DQT | Deceuninck-Quick Step DQT    | Deceuninck-Quick Step DQT |
| ------------------------- | ---------------------------- | ------------------------- |
| Num                       | Coureur                      | Pos                       |
| 1                         | Elia Viviani (ITA)           | 3e                        |
| 2                         | Kasper Asgreen (DEN)         | 69e                       |
| 3                         | Fabio Jakobsen (NED)         | 50e                       |
| 4                         | Bob Jungels (LUX) (route)    | 49e                       |
| 5                         | Iljo Keisse (BEL)            | 54e                       |
| 6                         | Florian Sénéchal (FRA)       | 100e                      |
| 7                         | Michael Mørkøv (DEN) (route) | 18e                       |

| Astana AST | Astana AST               | Astana AST |
| ---------- | ------------------------ | ---------- |
| Num        | Coureur                  | Pos        |
| 11         | Davide Ballerini (ITA)   | 20e        |
| 12         | Zhandos Bizhigitov (KAZ) | 83e        |
| 13         | Laurens De Vreese (BEL)  | 62e        |
| 14         | Yevgeniy Gidich (KAZ)    | 136e       |
| 15         | Dmitriy Gruzdev (KAZ)    | 43e        |
| 16         | Hugo Houle (CAN)         | 63e        |
| 17         | Manuele Boaro (ITA)      | 82e        |

| Bora-Hansgrohe BOH | Bora-Hansgrohe BOH              | Bora-Hansgrohe BOH |
| ------------------ | ------------------------------- | ------------------ |
| Num                | Coureur                         | Pos                |
| 21                 | Pascal Ackermann (GER) (route)  | 149e               |
| 22                 | Christoph Pfingsten (GER)       | 41e                |
| 23                 | Lukas Pöstlberger (AUT) (route) | 110e               |
| 24                 | Juraj Sagan (SVK)               | 112e               |
| 25                 | Oscar Gatto (ITA)               | AB                 |
| 26                 | Michael Schwarzmann (GER)       | 52e                |
| 27                 | Rüdiger Selig (GER)             | 53e                |

| CCC Team CPT | CCC Team CPT                   | CCC Team CPT |
| ------------ | ------------------------------ | ------------ |
| Num          | Coureur                        | Pos          |
| 31           | Paweł Bernas (POL)             | 73e          |
| 32           | Kamil Gradek (POL)             | 27e          |
| 33           | Jakub Mareczko (ITA)           | 24e          |
| 34           | Szymon Sajnok (POL)            | 45e          |
| 35           | Jonas Koch (GER)               | 35e          |
| 36           | Serge Pauwels (BEL)            | 130e         |
| 37           | Guillaume Van Keirsbulck (BEL) | 44e          |

| EF Education First EF1 | EF Education First EF1    | EF Education First EF1 |
| ---------------------- | ------------------------- | ---------------------- |
| Num                    | Coureur                   | Pos                    |
| 41                     | Logan Owen (USA)          | 61e                    |
| 42                     | Mitchell Docker (AUS)     | 107e                   |
| 43                     | Moreno Hofland (NED)      | 118e                   |
| 44                     | Sebastian Langeveld (NED) | 108e                   |
| 45                     | Daniel McLay (GBR)        | 70e                    |
| 46                     | Taylor Phinney (USA)      | AB                     |
| 47                     | Julius van den Berg (NED) | 117e                   |

| Lotto-Soudal LTS | Lotto-Soudal LTS      | Lotto-Soudal LTS |
| ---------------- | --------------------- | ---------------- |
| Num              | Coureur               | Pos              |
| 51               | Jens Keukeleire (BEL) | 123e             |
| 52               | Rasmus Byriel (DEN)   | AB               |
| 53               | Adam Blythe (GBR)     | 51e              |
| 54               | Stan Dewulf (BEL)     | 97e              |
| 55               | Frederik Frison (BEL) | 103e             |
| 56               | Lawrence Naesen (BEL) | 14e              |
| 57               | Enzo Wouters (BEL)    | 128e             |

| Mitchelton-Scott MTS | Mitchelton-Scott MTS      | Mitchelton-Scott MTS |
| -------------------- | ------------------------- | -------------------- |
| Num                  | Coureur                   | Pos                  |
| 61                   | Jack Bauer (NZL)          | 29e                  |
| 62                   | Edoardo Affini (ITA)      | 109e                 |
| 63                   | Luke Durbridge (AUS)      | AB                   |
| 64                   | Alexander Edmondson (AUS) | NP                   |
| 65                   | Michael Hepburn (AUS)     | 122e                 |
| 66                   | Luka Mezgec (SLO)         | 8e                   |
| 67                   | Callum Scotson (AUS)      | AB                   |

| Movistar Team MOV | Movistar Team MOV        | Movistar Team MOV |
| ----------------- | ------------------------ | ----------------- |
| Num               | Coureur                  | Pos               |
| 71                | Jürgen Roelandts (BEL)   | 102e              |
| 72                | Jorge Arcas (ESP)        | 56e               |
| 73                | Carlos Barbero (ESP)     | 85e               |
| 74                | Héctor Carretero (ESP)   | AB                |
| 75                | Jaime Castrillo (ESP)    | 89e               |
| 76                | José Joaquín Rojas (ESP) | 154e              |
| 77                | Jasha Sütterlin (GER)    | 42e               |

| Dimension Data TDD | Dimension Data TDD                | Dimension Data TDD |
| ------------------ | --------------------------------- | ------------------ |
| Num                | Coureur                           | Pos                |
| 81                 | Jay Robert Thomson (RSA)          | 90e                |
| 82                 | Lars Bak (DEN)                    | 129e               |
| 83                 | Mark Renshaw (AUS)                | 116e               |
| 84                 | Reinardt Janse van Rensburg (RSA) | 25e                |
| 85                 | Giacomo Nizzolo (ITA)             | 9e                 |
| 86                 | Rasmus Tiller (NOR)               | 153e               |
| 87                 | Jacobus Venter (RSA)              | 59e                |

| Team Jumbo-Visma TJV | Team Jumbo-Visma TJV        | Team Jumbo-Visma TJV |
| -------------------- | --------------------------- | -------------------- |
| Num                  | Coureur                     | Pos                  |
| 91                   | Pascal Eenkhoorn (NED)      | 143e                 |
| 92                   | Amund Grøndahl Jansen (NOR) | 31e                  |
| 93                   | Dylan Groenewegen (NED)     | 1er                  |
| 94                   | Taco van der Hoorn (NED)    | 88e                  |
| 95                   | Mike Teunissen (NED)        | 10e                  |
| 96                   | Danny van Poppel (NED)      | 39e                  |
| 97                   | Maarten Wynants (BEL)       | 67e                  |

| Katusha-Alpecin TKA | Katusha-Alpecin TKA          | Katusha-Alpecin TKA |
| ------------------- | ---------------------------- | ------------------- |
| Num                 | Coureur                      | Pos                 |
| 101                 | Marcel Kittel (GER)          | 30e                 |
| 102                 | Willie Smit (RSA)            | 79e                 |
| 103                 | Jens Debusschere (BEL)       | 71e                 |
| 104                 | Marco Haller (AUT)           | 47e                 |
| 105                 | Reto Hollenstein (SUI)       | 60e                 |
| 106                 | Viatcheslav Kouznetsov (RUS) | 72e                 |
| 107                 | Harry Tanfield (GBR)         | 144e                |

| Team Sky SKY | Team Sky SKY               | Team Sky SKY |
| ------------ | -------------------------- | ------------ |
| Num          | Coureur                    | Pos          |
| 111          | Leonardo Basso (ITA)       | 132e         |
| 112          | Owain Doull (GBR)          | 34e          |
| 113          | Filippo Ganna (ITA)        | 38e          |
| 114          | Kristoffer Halvorsen (NOR) | 6e           |
| 115          | Christopher Lawless (GBR)  | 152e         |
| 116          | Gianni Moscon (ITA)        | 131e         |
| 117          | Ian Stannard (GBR)         | 133e         |

| Team Sunweb SUN | Team Sunweb SUN              | Team Sunweb SUN |
| --------------- | ---------------------------- | --------------- |
| Num             | Coureur                      | Pos             |
| 121             | Chad Haga (USA)              | 91e             |
| 122             | Cees Bol (NED)               | 11e             |
| 123             | Roy Curvers (NED)            | 40e             |
| 124             | Florian Stork (GER)          | 87e             |
| 125             | Asbjørn Kragh Andersen (DEN) | 46e             |
| 126             | Johannes Fröhlinger (GER)    | AB              |
| 127             | Max Walscheid (GER)          | 23e             |

| Trek-Segafredo TFS | Trek-Segafredo TFS     | Trek-Segafredo TFS |
| ------------------ | ---------------------- | ------------------ |
| Num                | Coureur                | Pos                |
| 131                | Kiel Reijnen (USA)     | 146e               |
| 132                | Alex Frame (NZL)       | AB                 |
| 133                | Alex Kirsch (LUX)      | 57e                |
| 134                | Ryan Mullen (IRL)      | 151e               |
| 135                | Mads Pedersen (DEN)    | 145e               |
| 136                | Matteo Moschetti (ITA) | 148e               |
| 137                | Edward Theuns (BEL)    | 84e                |

| UAE Team Emirates UAD | UAE Team Emirates UAD              | UAE Team Emirates UAD |
| --------------------- | ---------------------------------- | --------------------- |
| Num                   | Coureur                            | Pos                   |
| 141                   | Fernando Gaviria (COL)             | 2e                    |
| 142                   | Tom Bohli (SUI)                    | 127e                  |
| 143                   | Simone Consonni (ITA)              | 141e                  |
| 144                   | Roberto Ferrari (ITA)              | 68e                   |
| 145                   | Vegard Stake Laengen (NOR) (route) | AB                    |
| 146                   | Ivo Oliveira (POR)                 | 142e                  |
| 147                   | Oliviero Troia (ITA)               | 37e                   |

| Cofidis, Solutions Crédits COF | Cofidis, Solutions Crédits COF | Cofidis, Solutions Crédits COF |
| ------------------------------ | ------------------------------ | ------------------------------ |
| Num                            | Coureur                        | Pos                            |
| 152                            | Filippo Fortin (ITA)           | 111e                           |
| 153                            | Nacer Bouhanni (FRA)           | 4e                             |
| 154                            | Zico Waeytens (BEL)            | 94e                            |
| 155                            | Marco Mathis (GER)             | 150e                           |
| 156                            | Bert Van Lerberghe (BEL)       | 33e                            |
| 157                            | Kenneth Vanbilsen (BEL)        | 32e                            |

| Corendon-Circus COC | Corendon-Circus COC     | Corendon-Circus COC |
| ------------------- | ----------------------- | ------------------- |
| Num                 | Coureur                 | Pos                 |
| 161                 | Dries De Bondt (BEL)    | 74e                 |
| 162                 | Stijn Devolder (BEL)    | 80e                 |
| 163                 | Lasse Norman Leth (DEN) | 95e                 |
| 164                 | Roy Jans (BEL)          | 15e                 |
| 165                 | Jimmy Janssens (BEL)    | 48e                 |
| 166                 | Maarten van Trijp (NED) | 120e                |
| 167                 | Otto Vergaerde (BEL)    | 36e                 |

| Direct Énergie TDE | Direct Énergie TDE       | Direct Énergie TDE |
| ------------------ | ------------------------ | ------------------ |
| Num                | Coureur                  | Pos                |
| 171                | Mathieu Burgaudeau (FRA) | 86e                |
| 172                | Romain Cardis (FRA)      | 77e                |
| 173                | Damien Gaudin (FRA)      | 139e               |
| 174                | Angélo Tulik (FRA)       | 64e                |
| 175                | Adrien Petit (FRA)       | 26e                |
| 176                | Alexandre Pichot (FRA)   | 101e               |
| 177                | Simon Sellier (FRA)      | 78e                |

| Israel Cycling Academy ICA | Israel Cycling Academy ICA | Israel Cycling Academy ICA |
| -------------------------- | -------------------------- | -------------------------- |
| Num                        | Coureur                    | Pos                        |
| 181                        | Clément Carisey (FRA)      | AB                         |
| 182                        | Rudy Barbier (FRA)         | 124e                       |
| 183                        | Sondre Holst Enger (NOR)   | 119e                       |
| 184                        | Zakkari Dempster (AUS)     | 155e                       |
| 185                        | Guillaume Boivin (CAN)     | 28e                        |
| 186                        | Mihkel Räim (EST)          | 17e                        |
| 187                        | Tom Van Asbroeck (BEL)     | 121e                       |

| Roompot-Charles ROC | Roompot-Charles ROC       | Roompot-Charles ROC |
| ------------------- | ------------------------- | ------------------- |
| Num                 | Coureur                   | Pos                 |
| 191                 | Lars Boom (NED)           | AB                  |
| 192                 | Senne Leysen (BEL)        | 92e                 |
| 193                 | Stijn Steels (BEL)        | 114e                |
| 194                 | Justin Timmermans (NED)   | 81e                 |
| 195                 | Boy van Poppel (NED)      | 12e                 |
| 196                 | Jesper Asselman (NED)     | 140e                |
| 197                 | Michael Van Staeyen (BEL) | 21e                 |

| Sport Vlaanderen-Baloise SVB | Sport Vlaanderen-Baloise SVB | Sport Vlaanderen-Baloise SVB |
| ---------------------------- | ---------------------------- | ---------------------------- |
| Num                          | Coureur                      | Pos                          |
| 201                          | Robbe Ghys (BEL)             | 104e                         |
| 202                          | Milan Menten (BEL)           | 19e                          |
| 203                          | Jordi Warlop (BEL)           | 66e                          |
| 204                          | Preben Van Hecke (BEL)       | 106e                         |
| 205                          | Kenneth Van Rooy (BEL)       | 58e                          |
| 206                          | Sasha Weemaes (BEL)          | 105e                         |
| 207                          | Thimo Willems (BEL)          | 147e                         |

| Vital Concept-B&B Hotels VCB | Vital Concept-B&B Hotels VCB | Vital Concept-B&B Hotels VCB |
| ---------------------------- | ---------------------------- | ---------------------------- |
| Num                          | Coureur                      | Pos                          |
| 211                          | Kris Boeckmans (BEL)         | 22e                          |
| 212                          | Bryan Coquard (FRA)          | 65e                          |
| 213                          | Bert De Backer (BEL)         | 126e                         |
| 214                          | Adrien Garel (FRA)           | 93e                          |
| 215                          | Julien Morice (FRA)          | 96e                          |
| 216                          | Jimmy Turgis (FRA)           | 75e                          |
| 217                          | Jonas Van Genechten (BEL)    | 7e                           |

| Wallonie Bruxelles WVA | Wallonie Bruxelles WVA    | Wallonie Bruxelles WVA |
| ---------------------- | ------------------------- | ---------------------- |
| Num                    | Coureur                   | Pos                    |
| 221                    | Kenny Dehaes (BEL)        | 137e                   |
| 222                    | Justin Jules (FRA)        | 5e                     |
| 223                    | Aksel Nõmmela (EST)       | 16e                    |
| 224                    | Baptiste Planckaert (BEL) | 138e                   |
| 225                    | Mathijs Paasschens (NED)  | 99e                    |
| 226                    | Franklin Six (BEL)        | 98e                    |
| 227                    | Tom Wirtgen (LUX)         | 125e                   |

| Wanty-Gobert WGG | Wanty-Gobert WGG           | Wanty-Gobert WGG |
| ---------------- | -------------------------- | ---------------- |
| Num              | Coureur                    | Pos              |
| 231              | Timothy Dupont (BEL)       | 76e              |
| 232              | Alfdan De Decker (BEL)     | 115e             |
| 233              | Tom Devriendt (BEL)        | 135e             |
| 234              | Andrea Pasqualon (ITA)     | 13e              |
| 235              | Wesley Kreder (NED)        | 134e             |
| 236              | Boris Vallée (BEL)         | 55e              |
| 237              | Pieter Vanspeybrouck (BEL) | 113e             |

| Deceuninck-Quick Step DQT | Deceuninck-Quick Step DQT    | Deceuninck-Quick Step DQT |
| ------------------------- | ---------------------------- | ------------------------- |
| Num                       | Coureur                      | Pos                       |
| 1                         | Elia Viviani (ITA)           | 3e                        |
| 2                         | Kasper Asgreen (DEN)         | 69e                       |
| 3                         | Fabio Jakobsen (NED)         | 50e                       |
| 4                         | Bob Jungels (LUX) (route)    | 49e                       |
| 5                         | Iljo Keisse (BEL)            | 54e                       |
| 6                         | Florian Sénéchal (FRA)       | 100e                      |
| 7                         | Michael Mørkøv (DEN) (route) | 18e                       |

| Astana AST | Astana AST               | Astana AST |
| ---------- | ------------------------ | ---------- |
| Num        | Coureur                  | Pos        |
| 11         | Davide Ballerini (ITA)   | 20e        |
| 12         | Zhandos Bizhigitov (KAZ) | 83e        |
| 13         | Laurens De Vreese (BEL)  | 62e        |
| 14         | Yevgeniy Gidich (KAZ)    | 136e       |
| 15         | Dmitriy Gruzdev (KAZ)    | 43e        |
| 16         | Hugo Houle (CAN)         | 63e        |
| 17         | Manuele Boaro (ITA)      | 82e        |

| Bora-Hansgrohe BOH | Bora-Hansgrohe BOH              | Bora-Hansgrohe BOH |
| ------------------ | ------------------------------- | ------------------ |
| Num                | Coureur                         | Pos                |
| 21                 | Pascal Ackermann (GER) (route)  | 149e               |
| 22                 | Christoph Pfingsten (GER)       | 41e                |
| 23                 | Lukas Pöstlberger (AUT) (route) | 110e               |
| 24                 | Juraj Sagan (SVK)               | 112e               |
| 25                 | Oscar Gatto (ITA)               | AB                 |
| 26                 | Michael Schwarzmann (GER)       | 52e                |
| 27                 | Rüdiger Selig (GER)             | 53e                |

| CCC Team CPT | CCC Team CPT                   | CCC Team CPT |
| ------------ | ------------------------------ | ------------ |
| Num          | Coureur                        | Pos          |
| 31           | Paweł Bernas (POL)             | 73e          |
| 32           | Kamil Gradek (POL)             | 27e          |
| 33           | Jakub Mareczko (ITA)           | 24e          |
| 34           | Szymon Sajnok (POL)            | 45e          |
| 35           | Jonas Koch (GER)               | 35e          |
| 36           | Serge Pauwels (BEL)            | 130e         |
| 37           | Guillaume Van Keirsbulck (BEL) | 44e          |

| EF Education First EF1 | EF Education First EF1    | EF Education First EF1 |
| ---------------------- | ------------------------- | ---------------------- |
| Num                    | Coureur                   | Pos                    |
| 41                     | Logan Owen (USA)          | 61e                    |
| 42                     | Mitchell Docker (AUS)     | 107e                   |
| 43                     | Moreno Hofland (NED)      | 118e                   |
| 44                     | Sebastian Langeveld (NED) | 108e                   |
| 45                     | Daniel McLay (GBR)        | 70e                    |
| 46                     | Taylor Phinney (USA)      | AB                     |
| 47                     | Julius van den Berg (NED) | 117e                   |

| Lotto-Soudal LTS | Lotto-Soudal LTS      | Lotto-Soudal LTS |
| ---------------- | --------------------- | ---------------- |
| Num              | Coureur               | Pos              |
| 51               | Jens Keukeleire (BEL) | 123e             |
| 52               | Rasmus Byriel (DEN)   | AB               |
| 53               | Adam Blythe (GBR)     | 51e              |
| 54               | Stan Dewulf (BEL)     | 97e              |
| 55               | Frederik Frison (BEL) | 103e             |
| 56               | Lawrence Naesen (BEL) | 14e              |
| 57               | Enzo Wouters (BEL)    | 128e             |

| Mitchelton-Scott MTS | Mitchelton-Scott MTS      | Mitchelton-Scott MTS |
| -------------------- | ------------------------- | -------------------- |
| Num                  | Coureur                   | Pos                  |
| 61                   | Jack Bauer (NZL)          | 29e                  |
| 62                   | Edoardo Affini (ITA)      | 109e                 |
| 63                   | Luke Durbridge (AUS)      | AB                   |
| 64                   | Alexander Edmondson (AUS) | NP                   |
| 65                   | Michael Hepburn (AUS)     | 122e                 |
| 66                   | Luka Mezgec (SLO)         | 8e                   |
| 67                   | Callum Scotson (AUS)      | AB                   |

| Movistar Team MOV | Movistar Team MOV        | Movistar Team MOV |
| ----------------- | ------------------------ | ----------------- |
| Num               | Coureur                  | Pos               |
| 71                | Jürgen Roelandts (BEL)   | 102e              |
| 72                | Jorge Arcas (ESP)        | 56e               |
| 73                | Carlos Barbero (ESP)     | 85e               |
| 74                | Héctor Carretero (ESP)   | AB                |
| 75                | Jaime Castrillo (ESP)    | 89e               |
| 76                | José Joaquín Rojas (ESP) | 154e              |
| 77                | Jasha Sütterlin (GER)    | 42e               |

| Dimension Data TDD | Dimension Data TDD                | Dimension Data TDD |
| ------------------ | --------------------------------- | ------------------ |
| Num                | Coureur                           | Pos                |
| 81                 | Jay Robert Thomson (RSA)          | 90e                |
| 82                 | Lars Bak (DEN)                    | 129e               |
| 83                 | Mark Renshaw (AUS)                | 116e               |
| 84                 | Reinardt Janse van Rensburg (RSA) | 25e                |
| 85                 | Giacomo Nizzolo (ITA)             | 9e                 |
| 86                 | Rasmus Tiller (NOR)               | 153e               |
| 87                 | Jacobus Venter (RSA)              | 59e                |

| Team Jumbo-Visma TJV | Team Jumbo-Visma TJV        | Team Jumbo-Visma TJV |
| -------------------- | --------------------------- | -------------------- |
| Num                  | Coureur                     | Pos                  |
| 91                   | Pascal Eenkhoorn (NED)      | 143e                 |
| 92                   | Amund Grøndahl Jansen (NOR) | 31e                  |
| 93                   | Dylan Groenewegen (NED)     | 1er                  |
| 94                   | Taco van der Hoorn (NED)    | 88e                  |
| 95                   | Mike Teunissen (NED)        | 10e                  |
| 96                   | Danny van Poppel (NED)      | 39e                  |
| 97                   | Maarten Wynants (BEL)       | 67e                  |

| Katusha-Alpecin TKA | Katusha-Alpecin TKA          | Katusha-Alpecin TKA |
| ------------------- | ---------------------------- | ------------------- |
| Num                 | Coureur                      | Pos                 |
| 101                 | Marcel Kittel (GER)          | 30e                 |
| 102                 | Willie Smit (RSA)            | 79e                 |
| 103                 | Jens Debusschere (BEL)       | 71e                 |
| 104                 | Marco Haller (AUT)           | 47e                 |
| 105                 | Reto Hollenstein (SUI)       | 60e                 |
| 106                 | Viatcheslav Kouznetsov (RUS) | 72e                 |
| 107                 | Harry Tanfield (GBR)         | 144e                |

| Team Sky SKY | Team Sky SKY               | Team Sky SKY |
| ------------ | -------------------------- | ------------ |
| Num          | Coureur                    | Pos          |
| 111          | Leonardo Basso (ITA)       | 132e         |
| 112          | Owain Doull (GBR)          | 34e          |
| 113          | Filippo Ganna (ITA)        | 38e          |
| 114          | Kristoffer Halvorsen (NOR) | 6e           |
| 115          | Christopher Lawless (GBR)  | 152e         |
| 116          | Gianni Moscon (ITA)        | 131e         |
| 117          | Ian Stannard (GBR)         | 133e         |

| Team Sunweb SUN | Team Sunweb SUN              | Team Sunweb SUN |
| --------------- | ---------------------------- | --------------- |
| Num             | Coureur                      | Pos             |
| 121             | Chad Haga (USA)              | 91e             |
| 122             | Cees Bol (NED)               | 11e             |
| 123             | Roy Curvers (NED)            | 40e             |
| 124             | Florian Stork (GER)          | 87e             |
| 125             | Asbjørn Kragh Andersen (DEN) | 46e             |
| 126             | Johannes Fröhlinger (GER)    | AB              |
| 127             | Max Walscheid (GER)          | 23e             |

| Trek-Segafredo TFS | Trek-Segafredo TFS     | Trek-Segafredo TFS |
| ------------------ | ---------------------- | ------------------ |
| Num                | Coureur                | Pos                |
| 131                | Kiel Reijnen (USA)     | 146e               |
| 132                | Alex Frame (NZL)       | AB                 |
| 133                | Alex Kirsch (LUX)      | 57e                |
| 134                | Ryan Mullen (IRL)      | 151e               |
| 135                | Mads Pedersen (DEN)    | 145e               |
| 136                | Matteo Moschetti (ITA) | 148e               |
| 137                | Edward Theuns (BEL)    | 84e                |

| UAE Team Emirates UAD | UAE Team Emirates UAD              | UAE Team Emirates UAD |
| --------------------- | ---------------------------------- | --------------------- |
| Num                   | Coureur                            | Pos                   |
| 141                   | Fernando Gaviria (COL)             | 2e                    |
| 142                   | Tom Bohli (SUI)                    | 127e                  |
| 143                   | Simone Consonni (ITA)              | 141e                  |
| 144                   | Roberto Ferrari (ITA)              | 68e                   |
| 145                   | Vegard Stake Laengen (NOR) (route) | AB                    |
| 146                   | Ivo Oliveira (POR)                 | 142e                  |
| 147                   | Oliviero Troia (ITA)               | 37e                   |

| Cofidis, Solutions Crédits COF | Cofidis, Solutions Crédits COF | Cofidis, Solutions Crédits COF |
| ------------------------------ | ------------------------------ | ------------------------------ |
| Num                            | Coureur                        | Pos                            |
| 152                            | Filippo Fortin (ITA)           | 111e                           |
| 153                            | Nacer Bouhanni (FRA)           | 4e                             |
| 154                            | Zico Waeytens (BEL)            | 94e                            |
| 155                            | Marco Mathis (GER)             | 150e                           |
| 156                            | Bert Van Lerberghe (BEL)       | 33e                            |
| 157                            | Kenneth Vanbilsen (BEL)        | 32e                            |

| Corendon-Circus COC | Corendon-Circus COC     | Corendon-Circus COC |
| ------------------- | ----------------------- | ------------------- |
| Num                 | Coureur                 | Pos                 |
| 161                 | Dries De Bondt (BEL)    | 74e                 |
| 162                 | Stijn Devolder (BEL)    | 80e                 |
| 163                 | Lasse Norman Leth (DEN) | 95e                 |
| 164                 | Roy Jans (BEL)          | 15e                 |
| 165                 | Jimmy Janssens (BEL)    | 48e                 |
| 166                 | Maarten van Trijp (NED) | 120e                |
| 167                 | Otto Vergaerde (BEL)    | 36e                 |

| Direct Énergie TDE | Direct Énergie TDE       | Direct Énergie TDE |
| ------------------ | ------------------------ | ------------------ |
| Num                | Coureur                  | Pos                |
| 171                | Mathieu Burgaudeau (FRA) | 86e                |
| 172                | Romain Cardis (FRA)      | 77e                |
| 173                | Damien Gaudin (FRA)      | 139e               |
| 174                | Angélo Tulik (FRA)       | 64e                |
| 175                | Adrien Petit (FRA)       | 26e                |
| 176                | Alexandre Pichot (FRA)   | 101e               |
| 177                | Simon Sellier (FRA)      | 78e                |

| Israel Cycling Academy ICA | Israel Cycling Academy ICA | Israel Cycling Academy ICA |
| -------------------------- | -------------------------- | -------------------------- |
| Num                        | Coureur                    | Pos                        |
| 181                        | Clément Carisey (FRA)      | AB                         |
| 182                        | Rudy Barbier (FRA)         | 124e                       |
| 183                        | Sondre Holst Enger (NOR)   | 119e                       |
| 184                        | Zakkari Dempster (AUS)     | 155e                       |
| 185                        | Guillaume Boivin (CAN)     | 28e                        |
| 186                        | Mihkel Räim (EST)          | 17e                        |
| 187                        | Tom Van Asbroeck (BEL)     | 121e                       |

| Roompot-Charles ROC | Roompot-Charles ROC       | Roompot-Charles ROC |
| ------------------- | ------------------------- | ------------------- |
| Num                 | Coureur                   | Pos                 |
| 191                 | Lars Boom (NED)           | AB                  |
| 192                 | Senne Leysen (BEL)        | 92e                 |
| 193                 | Stijn Steels (BEL)        | 114e                |
| 194                 | Justin Timmermans (NED)   | 81e                 |
| 195                 | Boy van Poppel (NED)      | 12e                 |
| 196                 | Jesper Asselman (NED)     | 140e                |
| 197                 | Michael Van Staeyen (BEL) | 21e                 |

| Sport Vlaanderen-Baloise SVB | Sport Vlaanderen-Baloise SVB | Sport Vlaanderen-Baloise SVB |
| ---------------------------- | ---------------------------- | ---------------------------- |
| Num                          | Coureur                      | Pos                          |
| 201                          | Robbe Ghys (BEL)             | 104e                         |
| 202                          | Milan Menten (BEL)           | 19e                          |
| 203                          | Jordi Warlop (BEL)           | 66e                          |
| 204                          | Preben Van Hecke (BEL)       | 106e                         |
| 205                          | Kenneth Van Rooy (BEL)       | 58e                          |
| 206                          | Sasha Weemaes (BEL)          | 105e                         |
| 207                          | Thimo Willems (BEL)          | 147e                         |

| Vital Concept-B&B Hotels VCB | Vital Concept-B&B Hotels VCB | Vital Concept-B&B Hotels VCB |
| ---------------------------- | ---------------------------- | ---------------------------- |
| Num                          | Coureur                      | Pos                          |
| 211                          | Kris Boeckmans (BEL)         | 22e                          |
| 212                          | Bryan Coquard (FRA)          | 65e                          |
| 213                          | Bert De Backer (BEL)         | 126e                         |
| 214                          | Adrien Garel (FRA)           | 93e                          |
| 215                          | Julien Morice (FRA)          | 96e                          |
| 216                          | Jimmy Turgis (FRA)           | 75e                          |
| 217                          | Jonas Van Genechten (BEL)    | 7e                           |

| Wallonie Bruxelles WVA | Wallonie Bruxelles WVA    | Wallonie Bruxelles WVA |
| ---------------------- | ------------------------- | ---------------------- |
| Num                    | Coureur                   | Pos                    |
| 221                    | Kenny Dehaes (BEL)        | 137e                   |
| 222                    | Justin Jules (FRA)        | 5e                     |
| 223                    | Aksel Nõmmela (EST)       | 16e                    |
| 224                    | Baptiste Planckaert (BEL) | 138e                   |
| 225                    | Mathijs Paasschens (NED)  | 99e                    |
| 226                    | Franklin Six (BEL)        | 98e                    |
| 227                    | Tom Wirtgen (LUX)         | 125e                   |

| Wanty-Gobert WGG | Wanty-Gobert WGG           | Wanty-Gobert WGG |
| ---------------- | -------------------------- | ---------------- |
| Num              | Coureur                    | Pos              |
| 231              | Timothy Dupont (BEL)       | 76e              |
| 232              | Alfdan De Decker (BEL)     | 115e             |
| 233              | Tom Devriendt (BEL)        | 135e             |
| 234              | Andrea Pasqualon (ITA)     | 13e              |
| 235              | Wesley Kreder (NED)        | 134e             |
| 236              | Boris Vallée (BEL)         | 55e              |
| 237              | Pieter Vanspeybrouck (BEL) | 113e             |